# Taranis
Taranis és el déu celta del tro, del cel i de la tempesta, venerat a la Gàl·lia, a Hispània i a les Illes Britàniques. Les seves propietats són similars a les del déu Júpiter. Està relacionat amb Teutatès, déu guerrer de la nit i amb Esus, una divinitat de la natura. Aquests déus formen una tríada, i són els mes importants de panteó cèltic.
Se'l representa portant a la mà una roda anàloga al símbol solar del carro grec d'Apol·lo, que en el seu cas significa el transcurs del cosmos. Aquest símbol es va cristianitzar amb un crismó amb l'arribada de missioners a l'Edat Mitjana (i posteriorment va desaparèixer el cercle exterior). A l'època romana se'l comparava amb Júpiter.